# باتاليرو!
باتاليرو! هي سلسلة مانغا يابانية من تأليف ورسم مينيو مايا. نشرت في مجلة هانا تو يومي في الفترة من 1978 حتى 1990. بحلول عام 2006 بيعت أكثر من 22 مليون نسخة.